# João Taronita (sebasto)
João Taronita (em grego: Ἰωάννης Ταρωνίτης) foi um aristocrata bizantino que serviu como governador provincial nos Bálcãs sob seu tio, o imperador Aleixo I Comneno (r. 1081–1118).

## Vida
O pai de João, o panipersebasto Miguel Taronita, pertenceu à aristocrática família Taronita, um clã de origem principesca armênia de Taraunitis. Em ca. 1061-1063, ele casou-se com Maria Comnena, a filha mais velha do grande doméstico João Comneno e Ana Dalassena e irmã mais velha de Aleixo I Comneno (r. 1081–1118). João foi o filho mais velho do casal e provavelmente nasceu em ca. 1067. É desconhecido se ele casou-se ou se teve filhos.
Em data desconhecida, provavelmente ca. 1092/1093, João foi governador militar (duque) de Escópia, como indicado por sua correspondência com Teofilacto de Ócrida. No verão de 1094, seu pai foi demitido e banido por seu envolvimento na conspiração de Nicéforo Diógenes contra Aleixo, mas a questão não parece ter afetado a posição e carreira de João. No outono daquele ano, quando Aleixo fez campanha contra os cumanos na Trácia, a ele foi confiada a defesa de Beroia e seu entorno junto com Nicéforo Melisseno e Jorge Paleólogo. Em 1094/1095, participou no sínodo de Blaquerna, onde Leão da Calcedônia foi condenado. Ele aparece na lista dos frequentadores em quinto lugar com o alto título de sebasto. João aparece novamente em um documento de 1102 retendo a posição de governador civil (pretor) e oficial fiscal chefe (anagrafeu) dos temas combinados da Trácia, Macedônia, Bolero, Estrimão e Salonica.
Em 1104, seu primo paterno, Gregório Taronita, governador da Cáldia, rebelou-se contra Aleixo em Trebizonda. O imperador enviou muitas cartas para persuadi-lo a se submeter, mas o último respondeu com insultos. Assim, em 1105/1106, Aleixo enviou João como chefe de um exército para lidar com ele. Ciente disso, Gregório marchou em direção ao interior para Coloneia, de onde tentou concluir uma aliança com os danismêndidas de Sebasteia. João enviou seus mercenários francos contra o rebelde, e conseguiu capturá-lo antes que alcançasse a cidade. João levou seu primo cativo de volta para Constantinopla. Lá, Aleixo pretendeu cegá-lo — a punição costumeira para rebelião — mas foi dissuadido por João, que suplicou por clemência por seu primo. Em vez disso, o cabelo e barba de Gregório foram raspadas e ele foi exibido nas ruas da capital antes de ser enviado para a Prisão de Anemas. João desaparece das fontes depois disso, mas é possível que ele pode ser identificado com o pansebasto sebasto, diceódota e eparca de Constantinopla homônimo que frequentou um sínodo em 1147.